# La Rue des nations
Pour plus de détails, voir Fiche technique et Distribution.
La Rue des nations est un court métrage français réalisé par Georges Méliès, sorti en 1900, au début du cinéma muet. Actuellement, le film est considéré comme perdu, aucune bande connue n'ayant survécu aux années.